# كازاخستان في الألعاب الأولمبية
كازاخستان في الألعاب الأولمبية الألعاب الأولمبية من أكثر الأحداث شعبية في كازاخستان، تقوم اللجنة الأولمبية الكازاخستانية بإدارة شؤون منافسة كازاخستان في الألعاب الأولمبية، مشاركة كازاخستان لأول مرة في الألعاب الأولمبية الصيفية كانت في دورة 1996 في أتالانتا في الولايات المتحدة، وأفضل مركز إحتلته كازاخستان كان في دورة 2012 في لندن في المملكة المتحدة بعد أن فازت ب12 ميدالية منها 7 ميداليات ذهبية وإحتلت المركز ال12 في تلك الدورة في ترتيب الميداليات، وأكثر الرياضات التي نافست عليها كازاخستان هي الملاكمة و رفع الأثقال ونافست أيضاً في ألعاب القوى و المصارعة و سباق الدراجات الهوائية و الفروسية، في الألعاب الأولمبية الشتوية شاركت كازاخستان أول في دورة 1994 في ليلهامر في النرويج.